# Episodi di Due ragazzi e una ragazza (prima stagione)
La prima stagione della sitcom statunitense Due ragazzi e una ragazza è andata in onda negli Stati Uniti dal 10 marzo al 22 luglio 1998.
| nº | Titolo originale                        | Titolo italiano         | Prima TV USA   | Prima TV Italia |
| -- | --------------------------------------- | ----------------------- | -------------- | --------------- |
| 1  | Pilot                                   | Amici nemici            | 10 marzo 1998  |                 |
| 2  | Two Guys, a Girl and a Presentation     | Il medico               | 17 marzo 1998  |                 |
| 3  | Two Guys, a Girl and a Guy              | Il ragazzo perfetto     | 24 marzo 1998  |                 |
| 4  | Two Guys, a Girl and a Celtic Game      | La partita di basket    | 1º aprile 1998 |                 |
| 5  | Two Guys, a Girl and an Apartment       | L'appartamento          | 8 aprile 1998  |                 |
| 6  | Two Guys, a Girl and a Softball Team    | Una squadra particolare | 15 aprile 1998 |                 |
| 7  | Two Guys, a Girl and a Recovery         | La ragazza di scorta    | 22 aprile 1998 |                 |
| 8  | Two Guys, a Girl and a Party            | Il non compleanno       | 29 aprile 1998 |                 |
| 9  | Two Guys, a Girl and a Chance Encounter | Appuntamento al buio    | 6 maggio 1998  |                 |
| 10 | Two Guys, a Girl and a Pizza Delivery   | Pizza a domicilio       | 20 maggio 1998 |                 |
| 11 | Two Guys, a Girl and How They Met       | Il primo incontro       | 26 maggio 1998 |                 |
| 12 | Two Guys, a Girl and a Dad              | Papà in visita          | 15 luglio 1998 |                 |
| 13 | Two Guys, a Girl and a Landlord         | Il padrone di casa      | 22 luglio 1998 |                 |